# Terremoto de Ambato de 1949
El terremoto de Ambato del 5 de agosto de 1949 fue el mayor sismo en el Hemisferio Occidental en más de un lustro. Ese 5 de agosto, un sismo golpeó la provincia de Tungurahua de Ecuador, al sureste de la capital, Ambato, matando a 6000 personas. Tuvo una magnitud de 6.8 en la escala sismológica de Richter, originándose de un hipocentro a 40 km bajo la corteza. Las ciudades cercanas de Guano, Patate, Ambato, y Pillaro fueron destruidas, la ciudad de Pelileo desapareció del mapa . El terremoto destruyó inmuebles por todos lados, y el posterior corrimiento de tierras causando daños a través de las provincias de Tungurahua, Chimborazo, y Cotopaxi. Se interrumpió la red de agua y las líneas de comunicación, y abrió una grieta en la que la pequeña ciudad de Libertad se hundió. Tal agitación moderada del evento se extendió tan lejos como Quito y Guayaquil.
Los terremotos en Ecuador provienen de dos grandes zonas tectónicas entre sí: la subducción de la Placa de Nazca bajo la Placa Sudamericana, y el Cinturón volcánico de los Andes. El terremoto de 1949 en Ambato, inicialmente siguió un cruce de varias fallas de noroeste a sureste en el Valle Interandino, que fueron creados por la subducción de la dorsal de Carnegie. Los estratos de roca agrietadas como la ruptura de fallas, envió poderosas ondas de choque. Hoy en día, esas amenazas geológicas existen en todo el país tanto de sismicidad interplaca como intraplaca.

## Geología

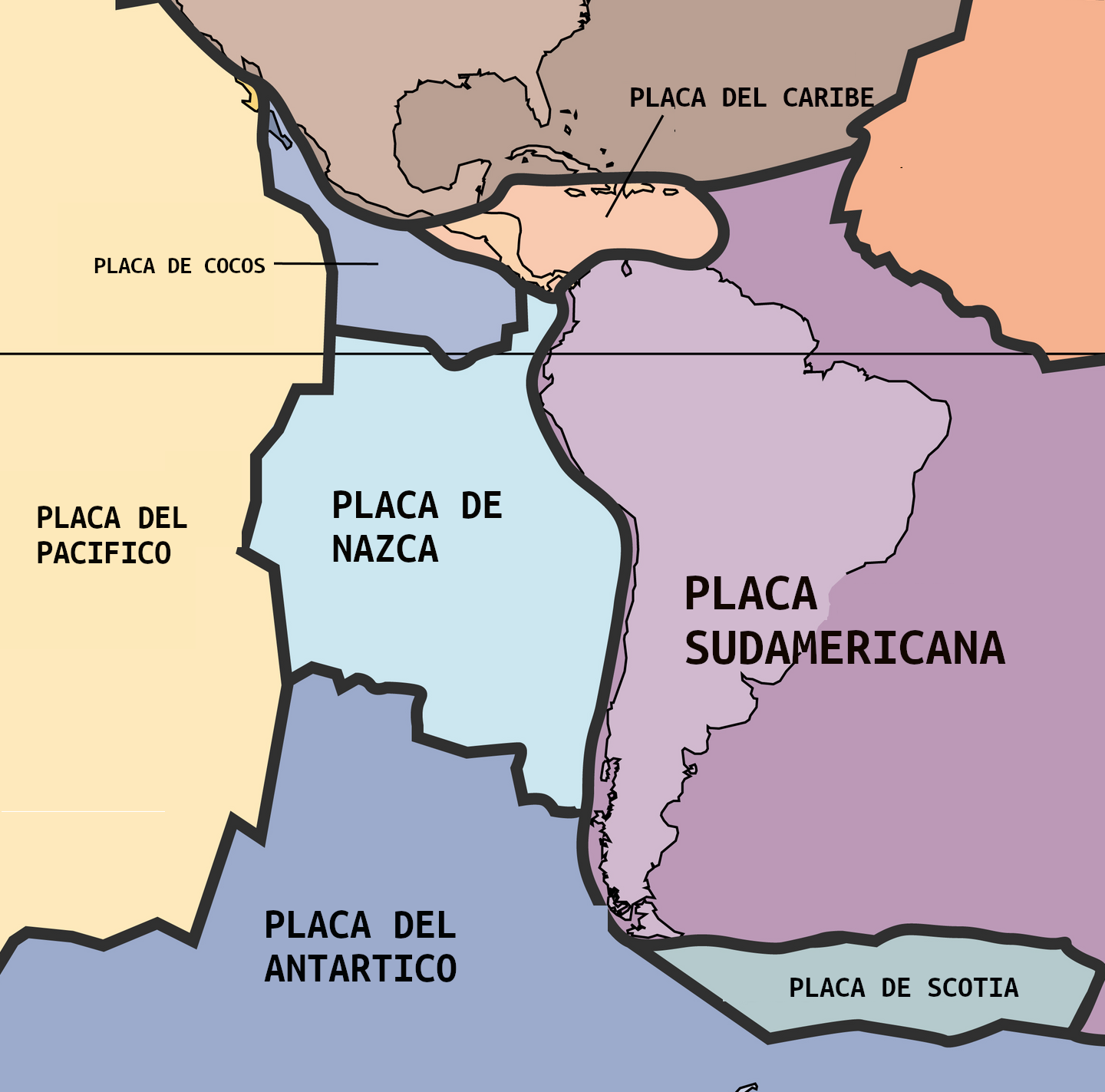
La Placa de Nazca está haciendo subducción bajo la Placa Sudamericana, generando vulcanismo y extensa sismicidad

La actividad sísmica y volcánica de gran parte de Sudamérica proviene de la subducción de la corteza oceánica Placa de Nazca, bajo la continental Placa Sudamericana y de la subducción de la litósfera del Pacífico bajo el continente sudamericano. Esta sismicidad se extiende por 6000 km (3728 mi) a lo largo del borde occidental del continente, y probablemente se deriva de una región de falla en rumbo noreste cerca de la Trinchera de Ecuador. La región de falla realmente puede funcionar como su propia microplaca.
La Dorsal de Carnegie se está deslizando bajo tierras ecuatorianas, causando elevación de costas y vulcanismo. El movimiento de la dorsal también puede haber cambiado el tipo de falla a lo largo de la costa, causando fallas de desgarre (fallas que se mueven horizontalmente unas sobre las otras). Podemos encontrar evidencias de esta subdcción alterando el curso de las fallas en la falla de Yaquina, la cual, a diferencia del resto de las fallas de la Cuenca de Panamá, está orientada hacia el oeste, en lugar de norte-sur, indicando que la dorsal de Carnegie puede estar colisionando con la masa continental de Ecuador. Esta colisión creó fallas en dirección noroeste-sudeste y noroeste-sudeste, causando fuertes terremotos en Riobamba en 1797 y en Alausí en 1961. Varias de las fallas noroeste-sudeste corvergen en los valles interandinos de Colombia y Ecuador, donde tuvo lugar el terremoto de Pelileo de 1949.
El hipocentro del sismo ocurrió a 40 km bajo la superficie, debajo de una montaña a 72 km de Ambato. Se rompieron líneas de faldlas cercanas, quebrando estratos rocosos y enviando hacia la superficie ondas de choque capaces de derribar edificios enteros. La revista Life informó que los sismólogos locales asignaron inicialmente al terremoto una magnitud de 7,5, pero las mediciones oficiales fueron luego publicadas como de una magnitud de 6,8.

## Daños y víctimas

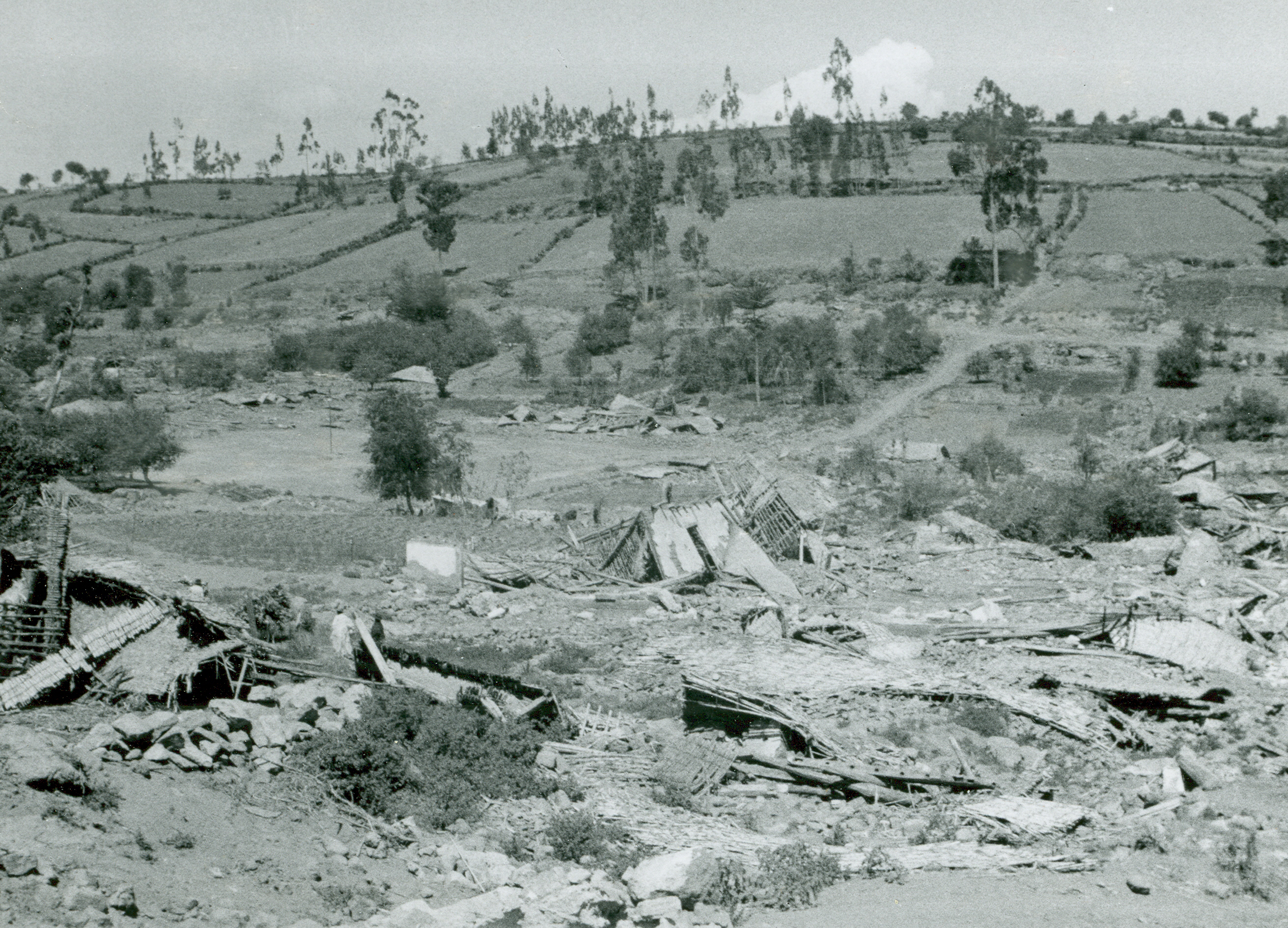
Ruinas de hogares en Pelileo luego del temblor.

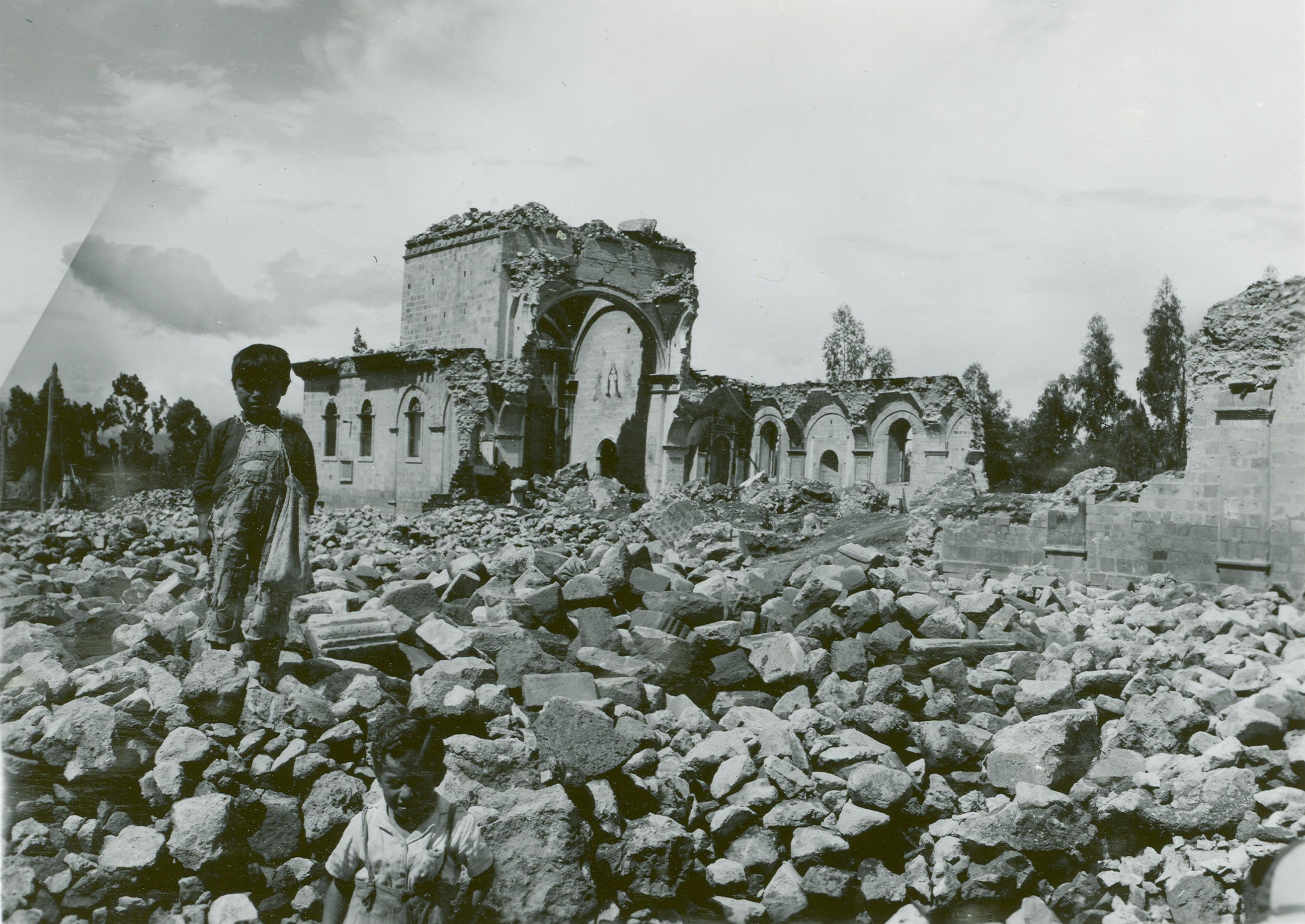
Ruinas de la Iglesia de Santa Rosa en Tungurahua.

Este sismo fue precedido por un temblor premonitorio, modesto como la mayoría de estos, pero lo suficientemente fuerte como para causar caos, y forzar a la gente a huir de sus hogares hacia las calles. El shock principal se originó al sudeste de Ambato.
Cuando se produjo el shock principal, la Iglesia Matriz de Ambato y los cuarteles militares colapsaron, junto con la mayoría de los edificios de la ciudad, así como parte del Palacio de la Gobernación, la estación del ferrocarril y otros edificios públicos. 
Un grupo de niñas que se preparaban para la primera comunión murieron aplastadas por las ruinas de la Iglesia. El sismo destruyó la red de agua potable y las líneas telefónicas y telegráficas; se abrieron grandes grietas en el suelo, los edificios quedaron reducidos a escombros, y un tren descarriló. El terremoto también destruyó edificios en aldeas rurales, y varios caminos y ríos fueron bloqueados por deslizamientos de laderas. La aldea de Libertad, cerca de Pelileo, se hundió 460 m dentro de un pozo de alrededor de 800 m de diámetro, incluidos sus cien habitantes. Se registraron temblores de hasta una intensidad IV en la escala de Mercalli en puntos tan lejanos como Quito y Guayaquil.
Reportes iniciales (alrededor del 7 de agosto) estimaron los muertos en alrededor de 2700 personas. Las ciudades de Patate y Pelileo fueron las que más sufrieron, con 1000 y 1300 muertos respectivamente. En Ambato se reportaron 400 a 500 muertos, y la embajada ecuatoriana en Washington estimó entre 1000 y más de 2000 heridos. El pueblo de Pillaro, destruido por el terremoto, tuvo más de 20 muertos, y en Latacunga se registraron once muertos y treinta heridos; también quedaron destruidas allí 50 viviendas, dos iglesias y los edificios del gobierno. Otros quince pueblos y ciudades fueron también seriamente afectadas, incluyendo Guano, que fue completamente devastado.
Recuentos posteriores calcularon en alrededor de 3200 víctimas en Pelileo; la cuenta total de fallecidos fue ajustada a alrededor de 4000 personas. Los reportes oficiales informaron que la mayoría de las muertes ocurrió dentro de edificios derrumbados, o bien ocurrieron por las inundaciones causadas por el taponamiento de canales de drenaje. Otras víctimas fueron arrastradas o sepultadas por deslizamientos de tierra. Todas las viviendas en Pelileo resultaron destruidas, muchos edificios quedaron en ruinas, y grandes grietas se formaron en el suelo. Solamente en Ambato el 75% de las viviendas que aún permanecían en pie debieron ser demolidas. El 8 de agosto, una réplica de "fuerza considerable" sacudió nuevamente las cercanías de Ambato.
El conteo final de muertos, de acuerdo al Servicio Geológico de los Estados Unidos, fue de 5050. El terremoto afectó severamente alrededor de 30 localidades y dejó a unas 100 000 personas sin hogar.

## Esfuerzos de socorro
El Presidente del Ecuador, Galo Plaza Lasso, voló a Ambato para hacerse cargo personalmente de los esfuerzos de ayuda primaria. Plaza dirigió los esfuerzos de rescate durante dos días; habiendo puentes aéreos desde Quito, trayendo suministros. Un grupo de voluntarios de la Cruz Roja y suministros médicos fueron enviados en aviones estadounidenses. El Ejército de los Estados Unidos envió dos equipos de rescate, equipados con suero y plasma sanguíneo. El alcalde de Miami, junto a otros siete políticos, inició una campaña de recolección de fondos para necesidades médicas y vestimenta, y coordinó la distribución de 69 kg de medicamentos. Varios países vecinos enviaron aviones con medicamentos y alimentos. Un esfuerzo local para recaudar fondos recaudó 250 000 Sucres (aproximadamente 14 815 dólares a cambio de 1949) en las primeras dos horas desde su lanzamiento. El presidente Plaza declaró que

No hemos perdido nuestro valor. Ni Ambato ni Ecuador llorarán ya más, sino que comenzamos a trabajar.

El 7 de agosto, un avión que transportaba a 34 trabajadores de rescate de la Shell Oil Company cayó a 32 km de Ambato, sin sobrevivientes. Las enfermedades comenzaron a difundirse en Pelileo a los pocos días del terremoto, lo que llevó a que un equipo de tropas norteamericanas –que trabajaban en tareas de rescate– a encargar materiales para purificación de agua y rociar el área con DDT para eliminar insectos patógenos. Algunos enfermos fueron sometidos a cuarentena y se les prohibió abandonar la ciudad.

## Secuelas

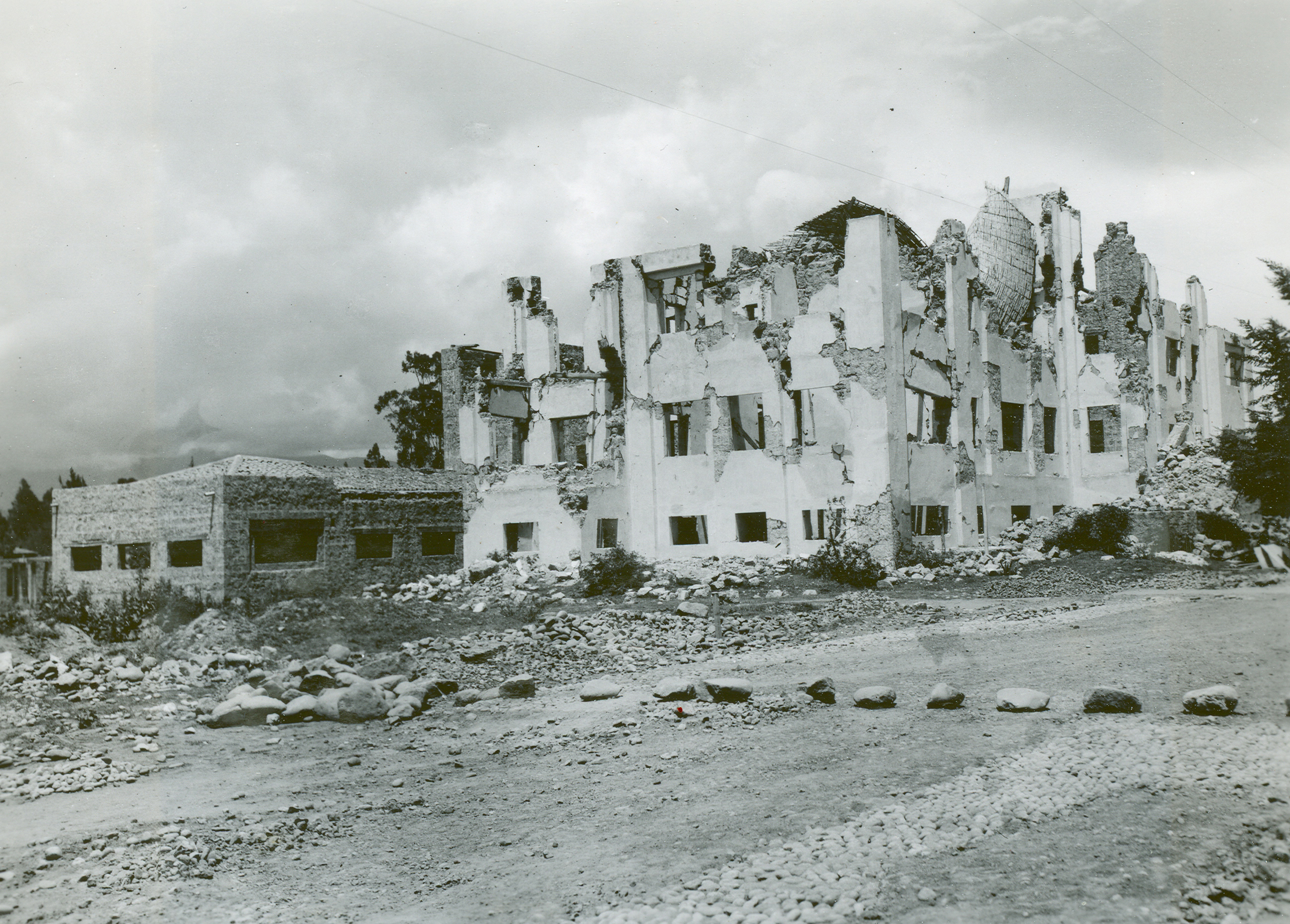
Un hospital arruinado por el sismo en Ambato; el 75 % de sus edificios tuvieron que ser demolidos.

El terremoto impactó considerablemente en varias ciudades: destruyó Guano, Patate, Pelileo, Pillaro, y un tercio de Ambato. La ciudad de Ambato fue "escenario de angustia y dolor" y describiendo "las puntuaciones de los funerales a través de los escombros". El muy nuevo hospital, se había reducido a cuatro paredes derruidas, y la mayoría de los edificios de la ciudad fueron demolidos. En Pelileo, los socorristas encontraron a las víctimas enterradas, y por agujeros en el suelo los alimentaban. En los días siguientes al terremoto, se produjeron fuertes réplicas, y se precipitaron lluvias torrenciales.
En un esfuerzo por ayudar a los habitantes, se celebró un festival de frutas y flores el 29 de junio de 1950. Tal festival fue un suceso, y se convirtió en un evento anual celebrado cada año durante el carnaval. y hoy es un importante atractivo turístico.
Ambato fue completamente reconstruida tras el terremoto. La Iglesia Matriz de Ambato fue reemplazada por una nueva catedral en 1954. Pelileo fue reconstruida en un nuevo sitio, a unos 2 km de distancia.

## Situación actual
Ambato es frecuentemente visitado por los turistas que viajan por la Carretera Panamericana. La ciudad es conocida por su amplio mercado, vendiendo una amplia gama de artículos como golosinas y flores, y por sus quintas- antiguas fincas que sirven como parques históricos - algunos de los cuales son anteriores al terremoto.
Ecuador siempre se encontrará en riesgo de terremotos: tanto sismos intraplacas (como pasó en marzo de 1987) como sismos interplacas son posibles. La sismicidad intraplaca es una amenaza más formidable, ya que puede ser mucho más potente que la sismicidad interplaca; y generalmente asociados con deslizamientos, subsidencia, y aún licuefacción del suelo.